# Emilia Vătășoiu-Liță
Emilia Vătășoiu-Liță, née le 20 octobre 1933 à Câineni (Roumanie), est une gymnaste artistique roumaine. 

## Palmarès

### Jeux olympiques
- Melbourne 1956
  -  médaille de bronze au concours par équipes
- Rome 1960
  -  médaille de bronze au concours par équipes

### Championnats du monde
- Moscou 1958
  -  médaille de bronze au concours par équipes